# Рудежи
Рудежи су насељено мјесто у општини Двор, у Банији, Сисачко-мославачка жупанија, Република Хрватска.

## Историја
Рудежи су се од распада Југославије до августа 1995. године налазили у Републици Српској Крајини.

## Становништво
Насеље је према попису становништва из 2011. године имало 1 становника.
| Националност       | 1991. | 1981. | 1971. | 1961. |
| Срби               | 76    | 72    | 99    | 85    |
| Југословени        |       | 1     | 1     |       |
| остали и непознато | 4     | 3     |       |       |
| Укупно             | 80    | 76    | 100   | 85    |

| Демографија | Демографија | Демографија |
| Година      | Становника  | Становника  |
| ----------- | ----------- | ----------- |
| 1961.       | 85          |             |
| 1971.       | 100         |             |
| 1981.       | 76          |             |
| 1991.       | 80          |             |
| 2001.       | 0           |             |
| 2011.       |             | 1           |